# Parsonsia capsularis
Parsonsia capsularis là một loài thực vật có hoa trong họ La bố ma. Loài này được (G.Forst.) R.Br. mô tả khoa học đầu tiên năm 1836.